# Koreaanse draak

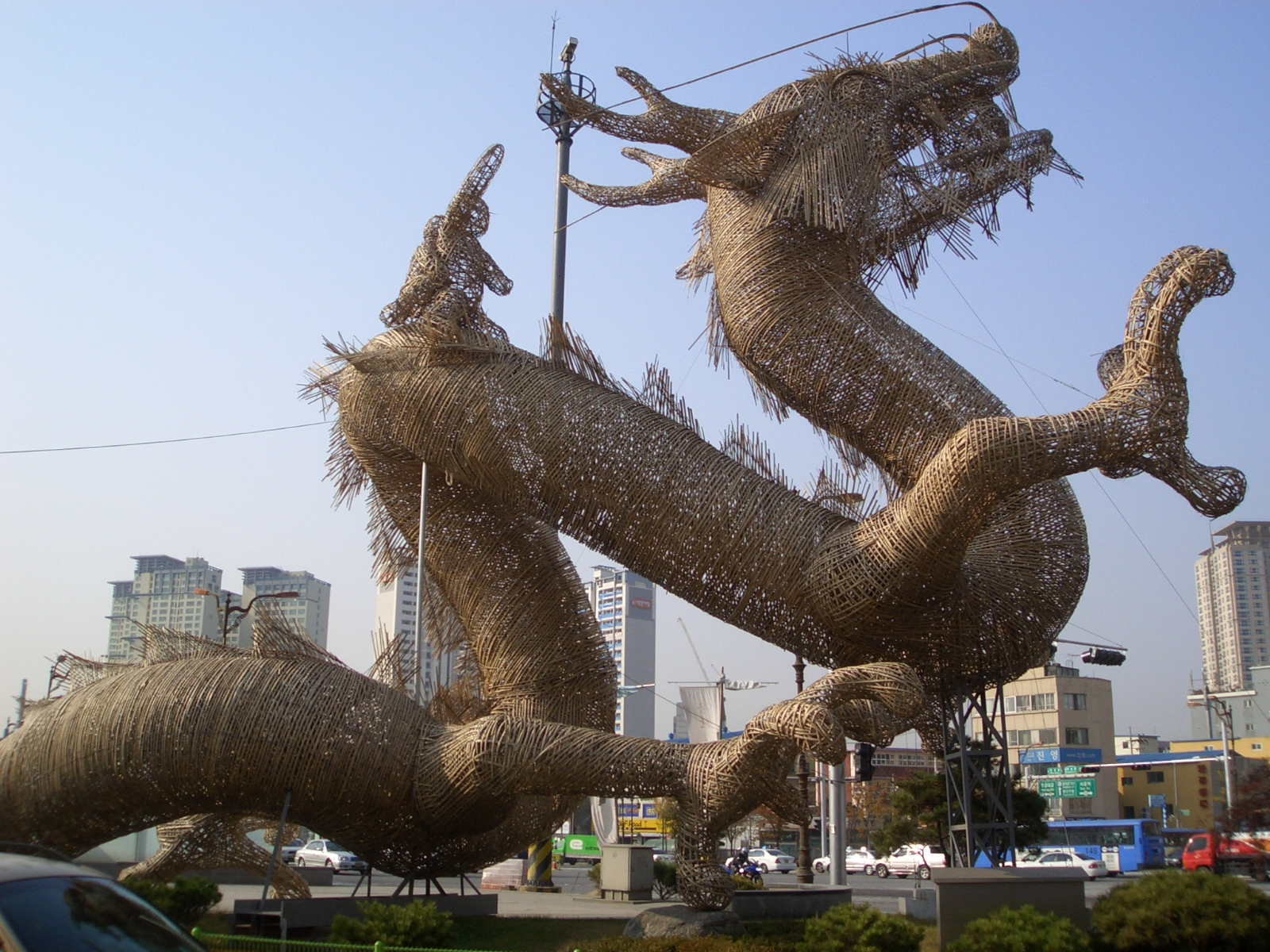
Koreaanse draak van bamboe, Seoel

Een Koreaanse draak is een wezen uit de Koreaanse mythologie. Koreaanse draken hebben vier tenen, maar als een draak te lang op de grond loopt, kan hij zijn tenen verliezen.

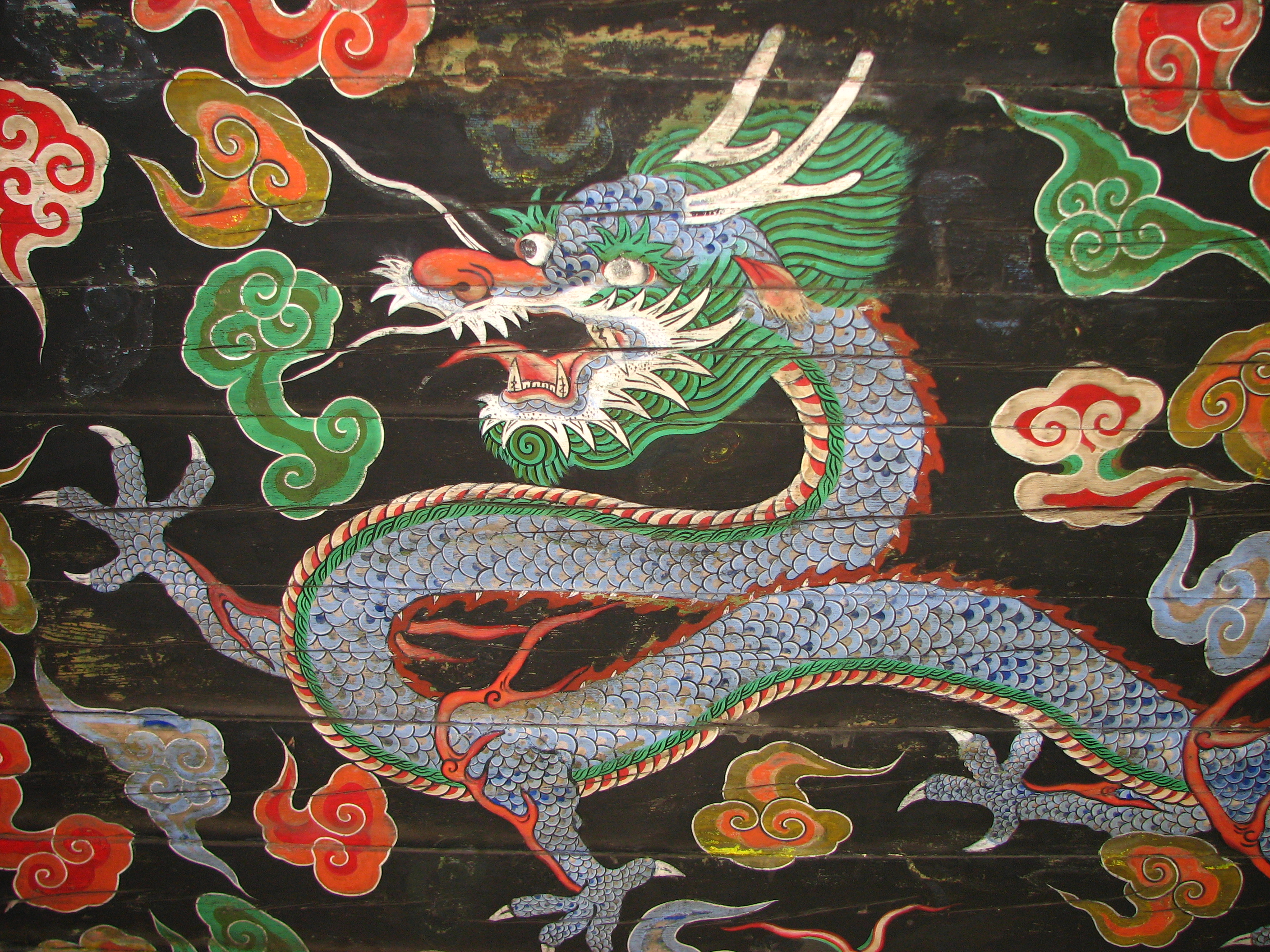
Koreaanse draak, tempel in Zuid-Korea

Er zijn meerdere soorten Koreaanse draken, maar meestal wordt de Yong bedoeld. De Yong is vooral bekend als krachtige luchtdraak. Zijn lichaam zou bestaan uit de hoorns van een hert, de ogen van een konijn, het hoofd van een kameel, de nek van een slang, de buik van een kikker en voeten van een tijger. 
De Yo is vooral bekend als water- of oceaandraak. Deze draak zou er hetzelfde uitzien als de Yong, maar zonder hoorns. Koreaanse vissers zeggen dat het eerder een zeeslang is.
De laatste draak is Kyo die vooral als bergdraak bekendstaat. 
De Koreaanse draak kan men vergelijken met de mythologische Chinese draak en Japanse draak.